# Calleuque
Calleuque es una hacienda ubicada en la comuna de Peralillo, en la tradicional provincia de Colchagua, Región del Libertador General Bernardo O'Higgins, Chile. Su historia data desde algunos siglos atrás y Calleuque significa «lleuque que crece solitario».
Diversos políticos, escritores, poetas y autoridades eclesiásticas estuvieron de visita en la hacienda. Algunos de ellos fueron: Eduardo Frei Montalva, Mariano Latorre, Monseñor José María Caro Rodríguez, Monseñor Jorge Medina Estévez, Sebastián Piñera (en febrero de 2012, con ocasión de la reconstrucción del terremoto del 2010) y otros.

## Historia
La hacienda de Calleuque y Peralillo formaban parte antiguamente de las estancias que poseía La compañía de Jesús, San Felipe de Colchagua. En el año 1771 fue rematado por el nativo de Navarra, Miguel Baquedano Andueza en 44.125 pesos. Un tiempo después contrajo matrimonio con María del Carmen Michelot Aguilar. Miguel muere el año 1798, dejando en su testamento la petición de que se construya una capellanía en sus tierras. Una de sus 5 hijos, Micaela, recibe las tierras del norte de la hacienda, denominadas Calleuque, pero debido a su prematura muerte, estas quedaron para su hija Carmen Ascué Baquedano.
Carmen contrajo matrimonio con Ramón Formas, un conocido senador y diputado de Colchagua. Cercano al año 1848, Carmen queda viuda, teniendo que vender las tierras a Don Francisco Ignacio Ossa en 233.000 pesos, con todos los bienes.
Francisco Ignacio Ossa Mercado, el nuevo dueño de la hacienda de Calleuque, quien procedía de una respetada familia, hizo numerosos cambios a la hacienda. Replanto y expandió la viña, cerco los potreros, reparó el molino, construyó puentes y caminos y reparo la casa perteneciente a los Jesuitas y la capilla. En el año 1864, don Francisco Ossa fallece repentinamente, quedando Calleuque por largo tiempo en manos de su viuda Carmen Cerda Almeyda y sus hijos. Para el año 1869, Calleuque figuraba entre las 16 haciendas más productivas del país.
En el año 1880, Calleuque sigue un nuevo rumbo. La familia Ossa vende Calleuque y Puquillay a Miguel Echenique Tagle por 640.000 pesos. Miguel Echenique era hijo de uno de los principales dueños de haciendas cercanas, José Miguel Echenique Bascuñán. Tiempo después, su hija María Mercedes Echenique Tagle heredó las 865 cuadras planas de regadío y las 3.000 de secano, casándose con don Elías Valdés Tagle, su pariente lejano, quien descendía de una familia de tradición agrícola. Don Elías Valdés Tagle, fue un hombre de gran sabiduría. Miembro honorario de la Facultad de Agronomía de la Universidad Católica de Chile, y de la Academia de Ciencias Económicas y Políticas de la misma universidad, Abogado y Fundador de la Sociedad Chilena de Historia y Geografía. Organizó en 1915 la primera caja rural cooperativa de Chile y en 1930 presidió el primer congreso de Cooperativas efectuado en Chile.
En Calleuque trabajó construyendo canales de regadío, los cuales ampliaron 135 cuadras de regadío (de 865 a 1000). Se dedicó a hacer sebo y mantequilla, la cual fue galardonada con diversos premios internacionales. A mediados del siglo pasado, construyó un moderno molino con maquinaria proveniente de Alemania y Francia. Después de Don Elías Valdés Tagle, Calleuque paso a manos de sus hijos, Elías, Mercedes, Olga, Loreto y Marta Valdés Echenique y actualmente se mantiene en manos de la familia Tagle, Valdés y otros propietarios pequeños

## Geografía
Calleuque presenta una variedad de paisajes, partiendo desde un rulo seco en el norte, hasta verdes viñas hacia el sur. Además, el Río Tinguiririca y el Estero Calleuque riegan las tierras circundantes.

## Estado
La casa que representa Calleuque, se encontraba en perfecto estado hasta que el terremoto del 27 de febrero de 2010 dejó la casa con daños (algunos bastante severos), pero se está haciendo un esfuerzo por reconstruirla. Vale decir que fue de las pocas casas de tal antigüedad que logró resistir el sismo.